# Baba Jan
Baba Jan (Hunza, 12 dicembre 1974) è un politico e attivista pakistano.

## Biografia
Jan è ex vice presidente ed attuale membro del comitato federale del Awami Workers Party.

### Incarcerazione
Jan è attualmente in prigione e sta scontando la condanna alla vita. È stato condannato da un tribunale di anti-terrorismo per aver partecipato ad una manifestazione contro l'uccisione, di un uomo e suo figlio colpito dal disastro di Attabad, dalla polizia l'11º agosto 2011 a Aliabad, Hunza.

### Partecipazione nelle elezioni
Jan aveva partecipato alle elezioni nel 2015 per GBLA-6 dal carcere, ed era arrivato al secondo posto.